# 国本姫万里
国本 姫万里（くにもと ひまり、2009年12月30日 - ）は、日本のファッションモデル、元子役、女優、タレント。東京都出身。スターダストプロモーション所属。

## 概要
2009年12月30日、東京都生まれ。
趣味：旅行、カメラ、スポーツ、おしゃれ、ショッピング、キャンプ。
特技：アクロバット、短距離、ダンス、歌、習字
新体操(3歳～)、サッカー(5歳～)、英会話(3歳～)、ピアノ(4歳～)、水泳(3歳〜)。
第26回ニコラモデルオーディショングランプリを受賞。2022年9月号から雑誌「nicola」専属モデルとなる。

## 出演
- ゆめをみよう。ゆめをかこう。ゆめポスト（2019年10月5日 - 26日、千葉テレビ）- レギュラー[2]
- クイズ!あなたは小学5年生より賢いの?（2020年4月3日 - 10日、日本テレビ）- レギュラー[3]